# Sugawara no Sukeaki
Sugawara no Sukeaki (菅原輔昭) est un poète japonais du milieu de l'époque de Heian, plus précisément dans la seconde moitié du Xe siècle. Il fait partie de la liste des trente-six poètes immortels du Moyen Âge (Chūko Sanjūrokkasen).
Il est titulaires des titres de  Jugoi et de Naiki. En 982 il se fait moine bouddhiste.
Comme poète waka, il participe à plusieurs utaawase (concours) en 975 et 977. Quatre de ses poèmes sont inclus dans diverses anthologies impériales dont la Shūi Wakashū.